# ОШ „Доситеј Обрадовић” Добој
ОШ „Доситеј Обрадовић” је највећа мултиетничка школа у добојској регији и једна од највећих мултиетничких школа у целој Републици Српској. Налази се у улици Хиландарска 2. Име је добила по Доситеју Обрадовићу, просветитељу и реформатору револуционарног периода националног буђења и препорода, оснивачу и професору Велике школе, претечи Београдског универзитета, првом попечитељу просвете у Совјету и аутору свечане песме Востани Сербије.

## Историјат
Основна школа „Доситеј Обрадовић” је настала 29. јуна 1955. године, одлуком Народног одбора општине у Добоју и Савета за просвету и културу да се од виших разреда тадашње Реалне гимназије формира Виша гимназија, а од нижих разреда и тадашње основне школе да се формирају две основне осмогодишње школе. Названа је Друга осмогодишња школа у Добоју, а данашња школа „Вук Стефановић Караџић” је била тада Прва осмогодишња школа у Добоју. Десет година након оснивања школа је добила назив Сутјеска, по бици из Народноослободилачког рата. Године 1974. је припојена Радној организацији удружења основних школа Добој, а статус самосталне школе је добила поново 1990. године.
У периоду од 1992. до 1995. долази до девастирања објекта и прекида рада услед ратних дејстава, временом су се санирале последице ратних дејстава и школа је модернизована. Од 1993. па све до данас школа носи име Доситеја Обрадовића. У мају 2014. године Добој је задесила елементарна непогода, поплава у којој је школа претрпела огромну штету. Одмах након повлачења воде приступило се санирању последица. У чишћење и сређивање школе су се укључили радници, ученици и сви грађани, велики број волонтера из других градова. Школа је 1. септембра 2014. године поново почела са редовном наставом, након што су ученицима и наставницима обезбеђени услови за сигуран боравак и рад.
Данас школа ради у деветогодишњем трајању и обухвата сву децу са подручја Миљковац, Макљеновац, Орашје, део Шушњара и Добој центра. Осим централне, школа поседује и подручна одељења Миљковац и Макљеновац.  Школска библиотека поседује фонд који броји преко десет хиљада јединица, подељен је на књижни и некњижни. Књижни фонд подразумева углавном монографске публикације прилагођене школском узрасту, а некњижни фонд већином подразумева аудио–визуелне записе едукативног карактера. Фонд је такође подељен на наставнички и ученички. Наставницима је на располагању стручна литература из различитих области, а ученицима школске лектире, широк избор необавезне литературе, часописи и школски уџбеници. Школа организује бесплатан продужени боравак за ученике прве тријаде, са којима раде водитељи, професори разредне наставе.

## Догађаји
Догађаји основне школе „Доситеј Обрадовић”:
- Светосавска академија[5]
- Дечија недеља[6]
- Недеља инклузије[7]
- Недеља свести о мозгу[8]
- Дан отворених врата[9]
- Дан планете Земље[10]
- Дан Европе[11]
- Дан без аутомобила[12]
- Дани саобраћаја[13]
- Дан сећања на жртве холокауста, геноцида и других жртава фашизма у Другом светском рату[14]
- Светски дан детета[15]
- Светски дан особа са аутизмом[16]
- Светски дан јабука[17]
- Светски дан хране[18]
- Светски дан здраве хране[19]
- Европски дан језика[20]
- Међународни дан матерњег језика[21]
- Међународни дан жена[22]
- Међународни дан особа са инвалидитетом[23]
- Међународни дан толеранције[24]
- Међународни дан сигурног интернета[25]
- Међународни дан школских библиотека[26]
- Сајам књига у Бања Луци[27]
- Сајам ученичких радова[28]
- Сајам националних мањина[29]
- Пројекат „Let's be together”[30]
- Пројекат „Забавом кроз туризам”[31]